# Boeing C-108 Flying Fortress
Il Boeing C-108 Flying Fortress era un quadrimotore ottenuto modificando il bombardiere statunitense B-17 Flying Fortress, convertendolo in un aereo da trasporto ed utilizzato operativamente dalla United States Army Air Forces (USAAF) durante l'ultimo periodo della seconda guerra mondiale.
Durante la guerra, molti B-17 venivano ritirati dalla prima linea per usura e, di questi, quattro vennero convertiti al ruolo di trasporti, anche se la fusoliera a sezione circolare non si prestava al meglio a contenere il vano di carico.

## Sviluppo
Il primo C-108 (designato XC-108) era costruito sulla base di un B-17 opportunamente modificato per il trasporto VIP. Vennero infatti rimossi gli armamenti e le armature. L'intera fusoliera è stata modificata con l'aggiunta di un ufficio, oblò extra e di un angolo cottura. Tra l'agosto del 1943 e il marzo del 1944, un altro B-17 fu convertito in un aereo cargo (designato XC-10A). Nella speranza di riconvertire gli obsoleti B-17 da bombardieri ad aerei cargo, venne allestita una officina di conversione specializzata nella base dell'US Air Force a Wright-Patterson. Per la versione cargo furono eliminate le paratie e sigillata l'apertura nella fusoliera per il lancio delle bombe.

## Versioni
- XC-108, versione con 38 sedili e finestrini laterali usata come trasporto personale del generale Douglas MacArthur.
- XC-108A, equipaggiata con un grande portellone di carico laterale.
- YC-108, per il trasporto dei dirigenti.
- XC-108B, per trasporto carburante

Come si vede dalle sigle, nelle quali le X designano aerei sperimentali e le Y modelli di preproduzione, nessuna di queste entrò effettivamente in produzione.

## Utilizzatori
Stati Uniti
- United States Army Air Forces

## Velivoli comparabili
Stati Uniti
- Consolidated C-87 Liberator Express